# Matelea honorana
Matelea honorana är en oleanderväxtart som beskrevs av G. Morillo. Matelea honorana ingår i släktet Matelea och familjen oleanderväxter. Inga underarter finns listade i Catalogue of Life.